# Old Jail (Gordo, Alabama)
Das Old Jail (engl. für: „Altes Gefängnis“) oder auch Gordo Jail and Mayor’s Office (engl. für: „Gefängnis und Sitz des Bürgermeisters der Stadt Gordo“) ist ein historisches Gebäude in der Stadt Gordo im Pickens County (Alabama) in den USA.
Das Gebäude wurde 1914 als zweigeschossiger einfacher Backsteinbau im damals für öffentliche Gebäude typischen Stil errichtet. Bis ca. 1930 befanden sich im Erdgeschoss zwei Gefängniszellen und das Büro des Bürgermeisters und im Obergeschoss ein Gerichtssaal. 1930 bezog die Stadtverwaltung ein anderes Gebäude, während die Nutzung als Gefängnis noch bis 1955 fortgeführt wurde. Das Gebäude wurde und wird zwar weiterhin als Old Jail bezeichnet wurde aber seitdem u. a. als Jugendzentrum, Einberufungsbüro und für sonstige kommunale Tätigkeiten genutzt. Am 17. Dezember 1974 wurde das Old Jail in das National Register of Historic Places (deutsch: „Nationales Verzeichnis historischer Stätten“) aufgenommen und danach als Kunstgalerie genutzt. Heutzutage (2018) ist das Old Jail der älteste verbliebene Backsteinbau in Gordo und beherbergt ein Museum und den Sitz eines Vereins für Genealogie.